# Café d’Europe
Café Europe, Café d’Europe oder Café Europa war eine Kulturinitiative des Instituts der Regionen Europas (IRE) zum Europatag 2006, während der österreichischen EU-Ratspräsidentschaft. Es nahmen 27 Cafés aus den Hauptstädten der späteren EU-27 daran teil.

## Sweet Europe
Bei der Aktion Sweet Europe von Café d’Europe wurde jedes Land der EU-27 durch eine typische Süßspeise repräsentiert. Die teilnehmenden Cafés boten diese europaweit an.
| Belgien                | Waffeln                          |
| Bulgarien              | Milchreis (мляко с ориз)         |
| Dänemark               | Kopenhagener Gebäck (Wienerbrød) |
| Deutschland            | Streuselkuchen                   |
| Estland                | Kaerahelbeküpsised               |
| Finnland               | Laskiaispulla                    |
| Frankreich             | Madeleines                       |
| Griechenland           | Vasilopita (Βασιλόπιτα)          |
| Irland                 | Scones                           |
| Italien                | Tiramisu                         |
| Lettland               | Rupjmaizes kārtojums             |
| Litauen                | Šakotis                          |
| Luxemburg              | Apfelkuchen                      |
| Malta                  | Imqaret                          |
| Niederlande            | Tompoezen                        |
| Österreich             | Gugelhupf                        |
| Polen                  | Mazurek kajmakowy                |
| Portugal               | Pastel de Nata                   |
| Rumänien               | Cozonac moldovenesc              |
| Schweden               | Kanelbulle                       |
| Slowakei               | Walnussstrudel (orechový závin)  |
| Slowenien              | Prekmurska gibanica              |
| Spanien                | Tarta de Santiago                |
| Tschechien             | Kolatsche                        |
| Ungarn                 | Dobostorte                       |
| Vereinigtes Königreich | Shortbread                       |
| Zypern                 | Baklava (μπακλαβάς)              |